# 富士Fujicabin
富士Fujicabin（日语：フジキャビン）乃是1950年代日本富士汽車開發的前二輪、後單輪的雙人座輕型車（或稱迷你車、泡泡車），這輛車是日本輕型車開發摸索期的代表作之一，雖然單體硬殼式結構車體以FRP打造，可惜因為馬力不足及操控安定性不佳，落得商業失敗的下場。

## 歷史
「富士汽車」與現今製造速霸陸的富士重工業毫無瓜葛，而是1940年代替駐日盟軍修理汽車、解體、回收再生的公司。1953年（昭和28年）該公司吸收合併東京瓦斯電力工業公司（簡稱「瓦斯電」），後者乃是明治時期創業、歷史悠久的企業，二戰時研發生產神風號和航研機的發動機、九十四式六輪自動貨車、九十四式輕裝甲車，戰後則製造小型摩托車引擎，卻陷入經營危機，遂同意與富士汽車合併。社長山本惣治自日產重工業公司（今日產汽車）出身，亟欲跨足乘用車市場，遂起用工業設計師富谷龍一。富谷原隸屬於汽車製造公司（自動車製造株式会社，日產汽車前身），後來在大型紡織廠住江織物子公司住江製作所（住江工業前身）的支持下，於1954年製作出「Flyingfeather」，採350c.c. V型二缸後置引擎之佈局，可乘坐二人。不過因外型簡樸、沒有前輪煞車系統等缺失，僅生產數十輛後便宣告終止。儘管如此，山本社長仍延攬富谷，要求他再設計另一車款。
1955年（昭和30年）富士汽車在第2屆全日本汽車展（即東京車展前身）公開「Metro125（メトロ125）」之名，翌年展示實車，這段期間總共製造了10輛試作車。這輛車仿效彼時歐洲車壇流行的前二輪、後單輪設計，前方僅有一個車頭燈，下方開口為進氣口，造型頗為流線前衛。該車款最大的特色是車體材質選用玻璃纖維，單體硬殼式結構車體在當時仍屬罕見，相同的設計手法乃英國蓮花汽車於1957年推出的蓮花Elite。Fujicabin在重要部位使用8層玻璃纖維，其餘部分則使用3層，故總重量僅140公斤，一個大人可從側邊將車子掀起。車室內陳設兩張並列的座椅，方向盤在右，而結構上座椅與車身一體成形，其上鋪設布面，設計相當簡單樸素。另左側助手席比駕駛座稍微往後20公分，車室空間稍嫌侷促。初期生產時只有一扇設於助手席之側的車門，由於消費者反映不夠實用，生產中期改成左右各一扇車門，結果總重量增至150公斤。
動力心臟為瓦斯電SA-1型121c.c.氣冷式單汽缸二行程引擎，本為設計給中小摩托車使用，置於車室下方、後輪前方的位置，和一般摩托車一樣以搖臂式佈局之鏈條驅動。此車款為了精簡裝備並無電動啟動器，而在駕駛者腿部左側設有大型踏板，踩下便可發動引擎。離合器則設計成三速變速桿形式，位於駕駛者右側。油門、煞車踏板皆有，但沒有手煞車，而是踩下煞車踏板時另以制動器壓住才停車。雖然最高速度可達每小時60公里，但變速桿的獨特設計難以操控，引擎馬力不足，過小的輪胎亦沒有良好的循跡性。狹窄的車室空間也為人詬病，尤其盛夏時期車室裡燠熱難耐，冬天也沒有暖氣設備。再者，雨刷是最原始的手動式設計，雨天行駛時駕駛人一邊用左手操作雨刷，一邊用右手握方向盤、操作變速桿，根本忙不過來。
綜合前述的缺點，加上當時玻璃纖維車體的技術仍未成熟，乾燥程序使得良率難以提高。而且彼時日本的道路狀況不良，容易造成FRP車體龜裂。諸多的問題使得該公司從1956年8月起開始生產，至1957年12月為止僅出廠85輛，且半成品的FRP車體殘餘數十台，多數已經粉碎報廢。由於量產數量不多，加上FRP素材遇到戶外多變的天候容易腐朽，如今只剩愛知縣長久手市豐田博物館、石川縣小松市日本汽車博物館等處保存實車；另有少數汽車收藏家復原保存而已。

## 內部連結
- 富士汽車
- 富谷龍一（日语：富谷龍一）

## 外部連結
- （日語）フジキャビン5A型 （页面存档备份，存于）